# Каменен дъб
Каменният дъб (Quercus ilex) е вечнозелен дървесен вид от семейство Букови. Характерен е за Средиземноморието. Представлява дърво от втора величина (20 – 27 m) и има тъмносива до черна кора. Листата са тъмнозелени от горната страна и бледо сиви от долната като старите листа падат 1 – 2 години след появата на младите. Каменният дъб е топло и светлолюбив, устойчив на засушаване и невзискателен към почвата.

## Галерия
- Кора
- Листа
- Мъжки реси
- Жълъди